# Teoria delle attività routinarie
La teoria sulle attività routinarie è una teoria sviluppata da Marcus Felson e Lawrence Cohen che si concentra sulle caratteristiche del crimine piuttosto che quelle dell'agente. Si tratta di una delle principali teorie della criminologia che concerne la prevenzione della criminalità. 

## Descrizione
Secondo tale teoria si afferma che per un crimine che si verifica, occorrono tre elementi:
- Un delinquente/aggressore motivato;
- Una target designata; il termine target (bersaglio) è stato introdotto deliberatamente per dare ampiezza del concetto che non riguarda solo le persone, ma anche oggetti o luoghi
- L'assenza di un tutore capace; ovvero la presenza di individui o meccanismi la cui sola presenza dissuade potenziali aggressori dal commettere un crimine

La mancanza di una tutela efficace può variare in base alla facilità con cui si tenta di colpire una vittima come, ad es., una persona che cammina da sola, una presenza scarsa della polizia, in quanto chiunque potrebbe dissuadere un delinquente motivato da colpire in quella circostanza. Va notato che il tutore non deve essere una persona qualunque, né il target adatto, ci sono molti esempi di oggetti e progetti ambientali che fungono da tutori o misure di sicurezza per scoraggiare i trasgressori motivati. Questo è un ramo della prevenzione del crimine attraverso la progettazione ambientale in cui le misure apparentemente piccole, come l'aggiunta di luci, recinzioni, serrature, spazi aperti o visibili e telecamere di sicurezza possono prevenire il crimine contro un target adatto come, ad es., un parco, un edificio o una serie di aree protette.
Tra il 1960 e il 1980, ad es., le donne hanno abbandonato le faccende di casa e ciò ha portato alla disorganizzazione sociale, lasciando la casa incustodita e senza una figura autoritaria con la conseguenza di una maggiore probabilità di attività criminale. La teoria è completata dalla cd. “analisi triangolare del problema” che è utilizzata sia per un problema di criminalità con riferimento ai tre parametri della vittima, della posizione e del colpevole, e sia come una strategia di intervento con riferimento ai parametri del bersaglio/vittima, il luogo e l'assenza di un tutore capace di contribuire in modo più costruttivo sulle risposte e sull'analisi.
Inoltre, il tasso di criminalità è generalmente proporzionale al numero degli autori di reati motivati, come giovani e disoccupati nella popolazione. Naturalmente, la motivazione può essere diminuita se i mezzi legittimi per i trasgressori sono disponibili per raggiungere i loro obiettivi. La motivazione può aumentare, invece, quando l'opzione del crimine è l'unica scelta praticabile per un trasgressore per raggiungere i propri obiettivi. Un altro deterrente, che influenza l'attività di routine che produce crimine, sono le credenze morali o la socializzazione del trasgressore. Se una persona è stata socializzata a temere le credenze tradizionali, anche in presenza di opportunità criminali, potrebbe astenersi dal crimine. Tale è la forza dei legami sociali che servono da “tampone” per contrastare il richiamo di attività criminali.

## Prospettive sulla teoria delle attività routinarie
Le opportunità di commettere reati da parte dei giovani in genere non portano ad un reato quando i controlli familiari sono carenti. Inoltre la teoria suggerisce che l'attività di routine non riesce a ignorare altri fattori in relazione alle cause del crimine, come la teoria dell'apprendimento sociale. Anche se le opportunità per il crimine sono alte quando entrambi i genitori lavorano o sono lontano da casa, la criminalità può anche trasferirsi in una zona dove c'è scarsa supervisione. In altre parole, a prescindere dalla situazione, la criminalità continuerà a verificarsi.